# Al Ernest Garcia
Al Ernest Garcia (11. marts 1887 i San Francisco, Californien – 4. september 1938 i Los Angeles, Californien) var en amerikansk stumfilmskuespiller. Han har været med i Charlie Chaplin-film såsom Guldfeber (1925), Cirkus (1928), Byens Lys (1931), og Moderne tider (1936).

## Filmografi
- In Old Mexico (1938) (som Al Garcia) .... Don Carlos Gonzales
- Blockade (1938) (ukrediteret)
- Blossoms on Broadway (1937) (ukrediteret) (som Allan Garcia) .... Opera Patron
- I'll Take Romance (1937) (ukrediteret) .... Garcia
- The Last Train from Madrid (1937) (ukrediteret) .... Third Hotel Clerk
- The Gay Desperado (1936) .... Police Captain
- Moderne tider (1936) (som Allan Garcia) - Formand for the Electro Steel Corp.
- Under the Tonto Rim (1933) (som Allan Garcia)
- The California Trail (1933) (som Allan Garcia) .... Sergent Florez
- One Way Passage (1932) (ukrediteret) .... Honolulu Cigar Store Proprietor
- The Gay Desperado (1932) (ukrediteret) (som Allan Garcia) .... Bit Role
- South of Santa Fe (1932) (as Captain Garcia) .... Kaptajn Felipe Mendezez Gonzales Rodrigues
- Marido y mujer (1932) .... Dr. Burgess
- Models and Wives (1931)
- The Deceiver (1931) .... Payne
- The Cisco Kid (1931) (ukrediteret) .... Ubestemt rolle
- Gran jornada, La (1931) .... Flack
- Byens Lys (City Lights, 1931) (som James) .... Den excentriske millionærs butler

### 1920'erne
- Morgan's Last Raid (1929) .... Morgan
- The Circus (1928) (som Allan Garcia) .... The Circus Proprietor and Ring Master
- The Gold Rush (1925) (ukrediteret) .... Prospector
- The Power God (1925) (som Allan Garcia) .... Weston Dore
- The Three Buckaroos (1922) .... 'Card' Ritchie
- Pay Day (1922/I) .... Drinking Companion and Policeman
- The Idle Class (1921) .... Cop in Park and Guest
- Reputation (1921) .... Leading man (stage sequence)
- Skyfire (1920) (som Al Garcia) .... Pierre Piquet
- The Golden Trail (1920) (som Al Garcia) .... Jean the Half-Breed

### 1910'erne
- The Counterfeit Trail (1919) (som Al E. Garcia)
- The Trail of the Octopus (1919) (as Earnest Garcia)
- Six Feet Four (1919) .... Ben Broderick
- The Lamb and the Lion (1919) (som Al Garcia) .... Red Baxter
- A Gentleman's Agreement (1918) (som Al Garcia) .... Manager of Mine
- Baree, Son of Kazan (1918) (som Al Garcia) .... 'Bush' McTaggart
- Restitution (1918) (som Alfred Garcia) .... Lucifer og Satan
- Sunlight's Last Raid (1917) (som A. Garcia) .... Pedro
- The Purple Scar (1917) (som Al E. Garcia)
- The Single Code (1917) (as Ernesto Garcia) .... Rodman Wray
- The Greater Power (1916) (som Al E. Garcia)
- Clouds in Sunshine Valley (1916) (som Al E. Garcia)
- The Law at Silver Camp (1915)
- Her Atonement (1915) .... John De Forrest
- Gangsters of the Hills (1915) (som Al E. Garcia)
- Under Two Flags (1915) (som Al E. Garcia)
- The Unafraid (1915) .... Joseph
- The Country Boy (1915) .... Jimmy Michaelson
- After Five (1915) (som Ernest Garcia)
- Young Romance (1915) (som Al Garcia) .... Spagnoli
- Rose of the Rancho (1914)
- Kate Waters of the Secret Service (1914) (som Al E. Garcia)
- The Valley of the Moon (1914) (som Ernest Garcia) .... Bart
- The Big Horn Massacre (1913) (som Ernest Garcia)
- In the Midst of the Jungle (1913) (som Al E. Garcia)
- An Actor's Romance (1913)
- The Mansion of Misery (1913)
- The Reformation of Dad (1913) (som Al E. Garcia)
- A Western Romance (1913)
- The Fighting Lieutenant (1913)
- Woman: Past and Present (1913) .... Fader tid
- The Stolen Melody (1913)
- Lieutenant Jones (1913)
- The Burglar Who Robbed Death (1913)
- The Tie of the Blood (1913) .... Mathews, A Half-Breed
- With Love's Eyes (1913) .... Dunwood, An Artist
- Margarita and the Mission Funds (1913) .... Ramon, an Outlaw
- The Spanish Parrot Girl (1913) .... Jose Raneros
- Yankee Doodle Dixie (1913) (som Al E. Garcia)
- The Artist and the Brute (1913) (som Al E. Garcia)
- A Black Hand Elopement (1913)
- Our Lady of the Pearls (1912) (som Al E. Garcia)
- The Girl of the Mountains (1912) (som Al E. Garcia)
- Saved by Fire (1912/II) .... Harden Stone
- Her Educator (1912) (som Al E. Garcia)
- Monte Cristo (1912) (som Al E. Garcia) .... Fernand
- An Assisted Elopement (1912/II) (som Al E. Garcia)
- The Great Drought (1912)
- The Pirate's Daughter (1912)
- The Substitute Model (1912) (som Al E. Garcia)
- The Indelible Stain (1912) (som Al E. Garcia)
- The Little Indian Martyr (1912)
- A Messenger to Kearney (1912) (som A.E. Garcia) .... Palo Vasquez
- The Vow of Ysobel (1912)
- A Reconstructed Rebel (1912)
- The Lost Hat (1912) (som Al E. Garcia)
- A Humble Hero (1912) (som Al E. Garcia)
- The Hand of Fate (1912) (som Al E. Garcia)
- The End of the Romance (1912) .... Jack Lee
- The Ones Who Suffer (1912) (som Al E. Garcia)
- The 'Epidemic' in Paradise Gulch (1912)
- Bounder (1912) (som Al E. Garcia)
- The Danites (1912) (som Al E. Garcia)
- Disillusioned (1912) (som Al E. Garcia)
- The Test (1912) (som Al E. Garcia)
- The Bandit's Mask (1912) (som Al E. Garcia)
- Merely a Millionaire (1912)
- The Secret Wedding (1912) (som Al E. Garcia)
- The Cowboy's Adopted Child (1912) (som Al E. Garcia)
- An Evil Power (1911) (som Al E. Garcia)
- Old Billy (1911)
- Shipwrecked (1911) (som Albert E. Garcia)
- How Algy Captured a Wild Man (1911)
- The Regeneration of Apache Kid (1911)
- Their Only Son (1911)
- Slick's Romance (1911) (som Al E. Garcia)
- Told in the Sierras (1911)
- The Herders (1911)
- The Still Alarm (1911) (som Frank Garcia)
- The Code of Honor (1911)